# William R. Bennett
William Ralph Bennett, Jr. (* 30. Januar 1930 in Jersey City; † 29. Juni 2008 in Haverford, Pennsylvania) war ein US-amerikanischer Physiker. Bennett war 1960 ein Miterfinder des ersten Gaslasers, eines Helium-Neon-Lasers, an den Bell Laboratories.

## Leben und Wirken
Bennett studierte an der Princeton University und wurde an der Columbia University promoviert. Von 1962 bis 2000 war er (seit 1998 emeritiert) Professor an der Yale University. Ab 1972 war er dort „Charles Baldwin Sawyer Professor for Applied Science and Physics“ und von 1981 bis 1987 Master of Silliman College. Neben der Miterfindung des Helium-Neon-Lasers 1960 (zusammen mit Ali Javan und Donald Herriott) entwickelte er auch verschiedene andere Laser wie den Argon-Ionen-Laser und entdeckte das spektrale Lochbrennen („hole burning effect“) bei Gaslasern, den er zur Frequenzstabilisierung von Lasern verwendete.
Mit seiner Tochter, der Medizinprofessorin Jean Bennett Maguire, entwickelte er die "real time spectral phonocardiography" Methode in der Kardiologie. Außerdem untersuchte er die Auswirkungen elektromagnetischer Strahlung auf den Menschen. Er untersuchte die Physik von Musikinstrumenten und spielte Klarinette in verschiedenen Amateur-Symphonieorchestern.
Bennett schrieb acht Bücher und über 120 wissenschaftliche Artikel. Er hielt zwölf Patente. 1963 war er Sloan Research Fellow und 1967 Guggenheim Fellow sowie Fellow der American Physical Society. 1965 wurde er für die Erfindung des Gaslasers mit dem IEEE Morris N. Liebmann Memorial Award ausgezeichnet; 1974 wurde er Fellow der IEEE (1997 Life Fellow).
William Bennett ist der Vater der Augenärztin Jean Bennett.

## Bücher (Auswahl)
- Introduction to Computer Applications for Non-Science Students. Prentice-Hall, Englewood-Cliffs 1976
- Scientific and Engineering Problem Solving with the Computer. Prentice-Hall, Englewood-Cliffs 1976
- The Physics of Gas Lasers. Gordon and Breach, London 1976
- Atomic Gas Laser Transition Data. Plenum Publishing Company, New York 1979
- Health and Low Frequency Electromagnetic Fields. Yale University Press, New Haven 1994